# ۷۸۴ (خورشیدی)
۷۸۴ هفتصد و هشتاد و چهارمین سال هجری خورشیدی است.